# The Meaning of Life – Buddhist Perspectives on Cause and Effect
A The Meaning of Life – Buddhist Perspectives on Cause and Effect (magyarul: Az élet értelme – az ok és okozat buddhista szemszögből) című könyv egy a 14. dalai lámától (Tendzin Gyaco) elhangzott 1984-es londoni előadássorozatot tartalmaz, amelyet a Nobel-békedíj átvétele előtt tartott. Az angol nyelvű könyv előszavát Richard Gere, amerikai színész írta. A könyvnek magyar nyelvű kiadása nem jelent meg.

## Tartalma
A könyvben szereplő első két előadás és Jeffery Hopkins professzor bevezetője a függő keletkezés alapvető buddhista nézetével foglalkozik. Az elbeszélés egy híres tibeti dharmacsakra (magyarul: létkerék) festmény bemutatására épül. A dharmacsakra és a függő keletkezés 12 láncszemének hagyományos buddhista allegorikus képét felhasználva a dalai láma bemutatja, hogy az esetleges bajok ellenére is hogyan telhet meg a létünk békével és boldogsággal. Ez potenciálisan megvalósítható, ha bölcsen figyelembe vesszük az egymástól való kölcsönösség elvét, és kedves és együtt érző életet élünk. A magas rangú tibeti buddhista láma magyarázata alapján az ilyen életvitel értelmet nyer mind a gyakorló személy, mind a környezete számára.
A függő keletkezés tana az tanítja, hogy a dolgok más dolgok függvényében keletkeznek és múlnak el, és ez tartja fent magát a dukkhát (elégedetlenség) is a világi tapasztalásokban. Ennek közvetlen következménye a zavaró érzelem, maga a „nemtudás”, amely megmérgezi a mindennapjainkat. A nemtudás legyőzéséhez meg kell érteni a dolgok és a jelenségek éntelen jellegét, amely azt jelenti, hogy mástól függetlenül, önmagában semmi nem létezik, csupán más dolgok függvényében. Ezt nem könnyű belátni, és még nehezebb megérteni.
Ennek eléréséhez a dalai láma a meditációt javasolja.
A könyv ezután a karmát (okozatiság és szándékosság) és az ezzel kapcsolatos speciális tibeti tantrikus gyakorlatokat tárgyalja. Mindeközben a dalai láma kiemeli, hogy a tanítások lényege, hogy a gyakorló megszelídítse a saját tudatát és erőszakmentessé váljon.(34) Először is ne okozzon bajt mások számára, másodszor pedig akár segíthet is másoknak.(35)
A dalai láma célja egyértelműen a tanítás és nem a hittérítés, olyannyira, hogy kissé szkeptikus azzal kapcsolatban, hogy a nyugatiak átvegyék a buddhista hitet. Azon a véleményen van, hogy a legtöbb esetben sokkal jobb, ha az egyén megtartja a saját vallását, és csak kivételes esetben, ha az egyén nagyon komolyan gondolja, akkor célszerű váltani. Párhuzamot hoz magával Buddhával is, aki a saját tanítványainak néha egymásnak ellentmondó tanításokat adott. Ezt nem azért tette, hogy összezavarja őket és nem is azért, hogy viszályt szítson közöttük. Azért tette, mert értette, hogy a különböző vérmérsékletű embereknek különböző módon tud hatékonyan segíteni, hasonlatosan ahhoz, ahogy különböző betegségekre különböző gyógyszert kell használni.